# فایندرن (نیوجرسی)
فایندرن (به انگلیسی: Finderne) یک منطقهٔ مسکونی در ایالات متحده آمریکا است که در بریجواتر، نیوجرسی واقع شده‌است. فایندرن ۱۱٫۲۳۲ کیلومتر مربع مساحت و ۵٬۶۰۰ نفر جمعیت دارد و ۲۵ متر بالاتر از سطح دریا واقع شده‌است.